# Malacoptila mystacalis
El buco bigotudo (Malacoptila mystacalis), también denominado bigotudo canoso y bolio de bigote, es una especie de ave galbuliforme de la familia Bucconidae que vive en Sudamérica noroccidental.

## Distribución
Se encuentra en los bosques húmedos de montaña de Colombia y Venezuela. 